# Gyula Pálóczi
Gyula Pálóczi (Hungría, 13 de septiembre de 1962-28 de enero de 2009) fue un atleta húngaro especializado en la prueba de salto de longitud, en la que consiguió ser subcampeón mundial en pista cubierta en 1985.

## Carrera deportiva
En los Juegos Mundiales en Pista Cubierta de 1985 ganó la medalla de plata en el salto de longitud, con un salto de 7.94 metros, tras el checoslovaco Jan Leitner (oro con 7.96 metros) y por delante del italiano Giovanni Evangelisti (bronce con 7.88 metros).